# West Midlands (tätort)
För andra betydelser, se West Midlands.

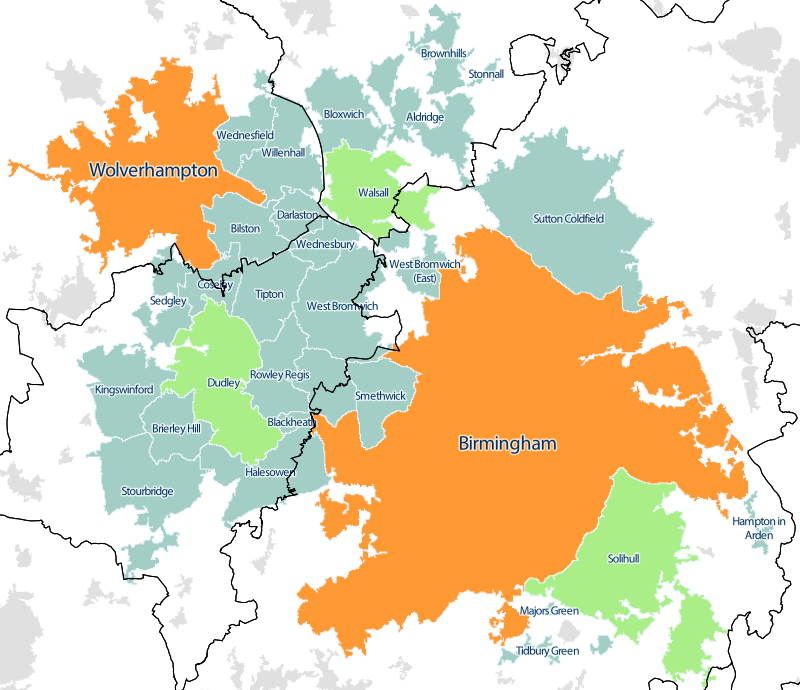
West Midlands built-up area enligt folkräkningen 2011 med 2007 års travel to work areas.

West Midlands built-up area är ett sammanhängande storstadsområde runt Birmingham i grevskapet West Midlands i Storbritannien. En built-up area är en områdesdefinition som används i Storbritannien och avser sammanhängande bebyggelse (ungefär som Sveriges tätorter).
Vid folkräkningen 2011 hade området 2 440 986 invånare på en yta av 598,88 kvadratkilometer, och omfattade (förutom Birmingham) bland annat Wolverhampton, Sutton Coldfield, Dudley, Walsall, West Bromwich, Solihull, Stourbridge och Halesowen.